# Dryandra nivea
Dryandra nivea là một loài thực vật có hoa trong họ Quắn hoa. Loài này được (Labill.) R.Br. miêu tả khoa học đầu tiên năm 1810.